# Gureumi geurin dalbit
Gureumi geurin dalbit (kor. 구르미 그린 달빛) – południowokoreański serial telewizyjny, w którym główne role odgrywają Park Bo-gum oraz Kim Yoo-jung. Emitowany był na kanale KBS2 od 22 sierpnia do 18 października 2016 roku w poniedziałki i wtorki o 22:00. Siedemnasty odcinek osiągnął najwyższą oglądalność 23,3% (Nielsen Korea) / 22,5% (TNMS).

## Fabuła
Historia o dorastaniu księcia Lee Yeonga (Park Bo-gum) i jego zadziwiającej relacji z eunuchem Hong Ra-on (Kim Yoo-jung).

## Obsada

### Główna
- Park Bo-gum jako Lee Yeong
  - Jung Yun-seok jako Lee Yeong (dziecko)
- Kim Yoo-jung jako Hong Ra-on
  - Kim Ji-young jako Hong Ra-on (dziecko)
- Jinyoung jako Kim Yoon-sung
  - Lee Hyo-je jako Kim Yoon-sung (dziecko)
- Chae Soo-bin jako Jo Ha-yeon
- Kwak Dong-yeon jako Kim Byung-yeon
  - Noh Kang-min jako Kim Byung-yeon (dziecko)

### Postacie drugoplanowe
- Kim Seung-soo jako król
- Seo Jeong-yeon jako królowa Yoon
- Jeon Mi-seon jako Park Suk-ui
- Jung Hye-sung jako księżniczka Myeong-eun
- Heo Jung-eun jako księżniczka Yeong-eun
- Jang Gwang jako Han
- Lee Jun-hyeok jako Jang
- Jo Hee-bong jako Sung
- Choi Dae-chul jako Ma
- Tae Hang-ho jako Do Gi
- Oh Eui-shik jako Park Seong-yeol
- Jung Yoo-min jako Wol-hee
- Cheon Ho-jin jako Kim Heon
- Han Soo-yeon jako królowa Kim
- Park Chul-min jako Kim Eui-gyo
- Bang Joong-hyun jako Kim Geun-gyo
- Jung Hae-kyun jako Hong Gyeong-nae
- Kim Yeo-jin jako Kim So-sa
- Lee Dae-yeon jako Jo Man-hyeong
- Ahn Nae-sang jako Jeong Yak-yong
- Ahn Se-ha jako mistrz Jung Deok-ho